# Red Rose Speedway
Red Rose Speedway – drugi album studyjny brytyjskiego zespołu Wings. Album został wydany w 1973 roku i osiągnął 1 miejsce na liście przebojów Billboard 200.

## Historia
Na początku 1972 roku, McCartney postanowił rozszerzyć skład zespołu, przyłączając do niego gitarzystę Henry’ego McCullougha oraz rozpocząć koncertowanie z zespołem. 28 lutego 1972 grupa udała się do Los Angeles, gdzie muzycy rozpoczęli nagrywanie albumu. Album został dokończony w październiku w Londynie.

## Lista utworów
Wszystkie utwory zostały napisane przez Paula i Lindę McCartney.
Strona pierwsza
| 1. | "Big Barn Bed"           | 3:48  |
|    |                          |       |
| 2. | "My Love"                | 4:07  |
|    |                          |       |
| 3. | "Get on the Right Thing" | 4:17  |
|    |                          |       |
| 4. | "One More Kiss"          | 2:28  |
|    |                          |       |
| 5. | "Little Lamb Dragonfly"  | 6:20  |
|    |                          |       |
|    |                          | 21:00 |
|    |                          |       |
Strona druga
| 1. | "Single Pigeon"                                               | 1:52  |
|    |                                                               |       |
| 2. | "When the Night"                                              | 3:38  |
|    |                                                               |       |
| 3. | "Loup (1st Indian on the Moon)"                               | 4:23  |
|    |                                                               |       |
| 4. | "Medley: Hold Me Tight/Lazy Dynamite/Hands of Love/Power Cut" | 11:14 |
|    |                                                               |       |
|    |                                                               | 21:07 |
|    |                                                               |       |
Dodatkowe utwory
1993 The Paul McCartney Collection
| 1. | "C Moon"                       | 4:32  |
|    |                                |       |
| 2. | "Hi, Hi, Hi"                   | 3:07  |
|    |                                |       |
| 3. | "The Mess" (Live at the Hague) | 4:55  |
|    |                                |       |
| 4. | "I Lie Around"                 | 4:59  |
|    |                                |       |
|    |                                | 17:33 |
|    |                                |       |

## Twórcy
Wings
- Paul McCartney – wokal, pianino, gitara basowa, gitara elektryczna, melotron, pianino elektryczne, czelesta, syntezator Mooga
- Linda McCartney – wokal, pianino elektryczne, organy, klawesyn, perkusja
- Denny Laine – wokal, gitara basowa, gitara elektryczna, harmonijka ustna
- Henry McCullough – gitara elektryczna, wokal wspierający, perkusja
- Denny Seiwell – perkusja, wokal wspierający, gitara basowa

oraz:
- Hugh McCracken – gitara elektryczna
- David Spinozza – gitara elektryczna
- Alan Parsons – inżynier dźwięku
- Dixon Van Winkle – inżynier dźwięku